# Могош, Василе
Василе Могош (рум. Vasile Mogoș; род. 31 октября 1992, Moara Domnească, Васлуй или Вэлени (Васлуй), Васлуй) — румынский футболист, защитник клуба «Университатя» и сборной Румынии. Участник чемпионата Европы 2024.

## Клубная карьера
Могош — воспитанник клуба «Асти». 4 сентября 2011 года в матче против «Виллальверния» Василе дебютировал в итальянской Серии C. 9 октября в поединке против «Тербано» он отметился дебютным голом за клуб. В июле 2012 года перешёл в «Реал Виченца» из четвёртого дивизиона. Летом 2013 года стал игроком «Порто-Толле». 8 декабря в матче против «Кастильоне» Василе дебютировал за новый клуб. 9 февраля в поединке против «Пергокрема» защитник забил первый гол за «Порто-Толле».
Осень 2014 года стал игроком «Лумедзане». 27 сентября в матче против «Алессандрии» Могош дебютировал за новый клуб и отметился первым голом. В июле 2015 года, подписал контракт с клубом «Терамо». После вылета клуба из четвёртого дивизиона в сезоне 2015/16 и участия в договорных матчах, Василе покинул клуб, не проведя ни одного матча в рамках чемпионата.
2 сентября 2015 года стал игроком «Реджана», подписав двухлетний контракт. 6 сентября в матче против «Падуя» он провёл первый матч за клуб. 18 октября в поединке против «ФеральпиСало» Василе забил дебютный гол за «Реджану». Зимой 2017 года перешёл в «Асколи». 14 февраля в матче против «Про Верчелли» он дебютировал в Серии B.

## Международная карьера
15 ноября 2019 года в матче квалификации на ЧЕ 2020 против сборной Швеции Могош дебютировал за национальную сборную Румынии.